# ملروز پارک (نیویورک)
ملروز پارک (به انگلیسی: Melrose Park) یک منطقهٔ مسکونی در ایالات متحده آمریکا است که در شهرستان کایوگا، نیویورک واقع شده‌است. ملروز پارک ۱۱٫۲ کیلومتر مربع مساحت و ۲٬۲۹۴ نفر جمعیت دارد و ۲۲۳ متر بالاتر از سطح دریا واقع شده‌است.